# Basses de Gallissà
Les basses de Gallissà són unes basses artificials formades en una antiga activitat extractiva restaurada l'any 2002 com a zona humida per la Fundació Territori i Paisatge i l'Ajuntament de Bellver de Cerdanya. Estan situades aigües avall de Bellver, al marge esquerre del riu Segre, en un indret on -a primers de segle- el riu formava un meandre amb diversos braços. Després de realitzar-s'hi una extracció d'àrids, aquest sector va experimentar fortament els efectes dels aiguats de l'any 1982, que van arrasar gran part de la vegetació de ribera. Més tard, la zona es va convertir en un abocador il·legal de runes, que va ser clausurat l'any 2000 per la llavors Junta de Residus. Finalment, l'any 2002, va arribar la restauració de l'indret com a zona humida, recuperant les basses generades per l'activitat extractiva.
L'espai consta de 3 basses principals: la bassa dels Tirons, la bassa de les Encantades i la bassa de l'Estacada. Al seu costat, especialment al costat de la Bassa dels Tirons, apareixen algunes basses de dimensions molt reduïdes, pràcticament unides amb la bassa principal.
Pel que fa a la vegetació, a l'espai destaca un interessant bosc de ribera, on apareixen salzedes (sobretot de Salix alba), pollancredes i vernedes de l'estatge montà. Es considera que es tracta d'un dels últims romanents de formació boscosa de plana centreeuropea al nostre país. És també remarcable la presència de prats de dall.
Entre els hàbitats d'interès comunitari apareixen, entre d'altres, els següents:
- 6510 Prats de dall de terra baixa i de la muntanya mitjana (Arrhenatherion)
- 91E0* Vernedes i altres boscos de ribera afins (Alno-Padion)
- 92A0 Alberedes, salzedes i altres boscos de ribera

Entre la fauna, es pot assenyalar la presència de merla d'aigua (Cinclus cinclus), bernat pescaire (Ardea cinerea), xivitona (Actitis hypoleucos), blauet (Alcedo atthis) i llúdriga (Lutra lutra). Hi són també presents diverses anàtides, tal com testimonia el nom de la bassa dels tirons (nom que reben els ànecs a la Cerdanya).
L'espai és gestionat per la Fundació Territori i Paisatge -a través d'un conveni- i disposa de diversos equipaments (itinerari senyalitzat amb passeres i bancs, aguaits, rètols informatius, aparcament, etc.). Hi ha també un observatori dalt d'un turó situat a l'oest de l'espai, al Serrat de Gallissà, que permet tenir-ne una visió de conjunt. L'existència d'un càmping al marge dret del Segre, davant de l'espai, és un dels principals factors que afecta negativament la zona i posa fre a la dinàmica fluvial. Caldria delimitar el domini públic hidràulic i controlar els usos de la zona de policia i servitud, especialment al marge dret.
Les basses de Gallissà es troben dins l'espai del PEIN SIP Riberes de l'Alt Segre, dins l'espai de la Xarxa Natura 2000 ES5130007 Riberes de l'Alt Segre i dins la Reserva natural parcial de Segre-Prullans.